# 吸血蛾
『吸血蛾』（きゅうけつが）は、横溝正史の推理小説。「金田一耕助シリーズ」の一つ。『講談倶楽部』において1955年1月号から同年12月号まで連載された。
2021年8月までに映画1本とテレビドラマ1本が制作されている。

## あらすじ
ファッションデザイナーで「虹の会」を率いて自らモデルも務める浅茅文代の事務所に、二重眼鏡でオオカミ歯の男が現れ、応対した村越に文代あての箱を託していった。中には齧られたリンゴが入っていた。
10月15日、新東京日報社主催のファッションショーの途中で文代が捻挫し、加代子が急遽代役を務めた。その夜、加代子が拉致され、死体が本来ならマヌカンを届けるべき箱で翌日夜に届けられる。箱が届く直前、文代は上野公園でムッシューQという男から10万円でハトロン紙の袋に入った何かを買い取り、帰ってくるとオオカミ男に遭遇していた。
死体発見の7日後、虹の会のモデル5人が集まっているところへ、5匹の5色の蛾が小包で届く。モデルの1人・弓子が蛾のことを調べようと新東京日報社記者・川瀬と武蔵境の昆虫館を訪ねると、2人の男が走り去る。昆虫館の江藤に拒絶された川瀬と弓子は警官を伴って再び乗り込み、モデルの1人・和子の死体を発見する。
翌日、切断された和子の脚の一方が、アドバルーンに吊るされて街の上空を漂流するという騒ぎが起こる。一方、川瀬に電話があり、その示唆に従って弓子を連れてストリップ劇場「東亜劇場」へ行くと、ラインダンスの横でもう1本の脚が踊っていた。
等々力警部の第5調べ室で関係者の聴取が行われたあと、夜になって文代のアトリエにオオカミ男が出現、駆けつけた等々力や金田一たちに、文代はパリで同棲していた伊吹がオオカミ憑きになり、襲われたうえ日本まで追いかけて来られた経緯を語る。
11時、鳴子坂の双葉薬局に伊吹が帰ってきたところ、江藤が現れたので天井裏へ隠れる。そこへ、加代子を拉致し和子の脚で騒ぎを起こした2人組も現れるが、文代から場所を聞いた金田一たちが来たので逃げる。伊吹も天井裏から空室へ移動し、そこの住人のふりをして逃走する。
12月15日、銀座鶴屋百貨店7階鶴屋小劇場でのファッションショーで、金田一と等々力は文代のライバル・田鶴子がデザインした衣装が伊吹宅にあった図案と酷似していることに気付き、田鶴子を詰問しようとするが、多美子死体発見の報で中断する。多美子は舞台にセリ上がる予定だったが、操作担当者が偽電話で呼び出され、代行することになった村越も薬で眠らされ、殺害されて死体が舞台に上がってきた。その後、舞台袖の浴室で田鶴子の射殺死体が発見される。
12月25日、日比谷公園でムッシューQに会った文代は、夜光時計で相手が自分のパトロン・長岡だと気付き、取引せずに帰る。そのあと長岡がオオカミ男に殺害され、取引材料も持ち去られる。翌朝、川瀬と弓子が残る3人のモデルが行方不明だと知らせに来る。
行方不明になった3人は、江藤たちに3週間以上監禁されていた。弓子への電話を許されたユリが「他の2人はオオカミ男の幽霊に扼殺され次は自分の番」だと伝え、翌1月19日の朝、隅田公園で3人の死体を組み合わせた「血の群像」が発見される。死体を運んだボートが発見され、そこにあった地図から監禁されていた場所を発見するが、江藤たち3人は薬で眠らされていた。
麻酔から醒めた江藤は、伊吹のデザインを文代が盗んでいた、その証拠を伊吹が長岡に売っていたと語る。鳴子坂のアパートは江藤が伊吹の名義で借り、伊吹の要望に応じて居場所を時々入れ替わっていた。江藤は10月5日から伊吹に直接は会っておらず電話のみだったという。
昆虫館で和子の死体を見つけた江藤は穴を掘って隠そうとしたが、加代子を拉致した2人に見つかり、死体をバラバラにして隠すことに変更した。しかし、川瀬たちが来たので脚だけ持ち去り、どちらが世間を大きく驚かすか競争することにした。その後、江藤は伊吹を探したが見つからないので、逆にモデル3人を保護するつもりで拉致した。
金田一はモデル3人が監禁場所からおとなしく連れ出されていることから犯人は伊吹ではないと推理する。新聞記者に知れないように等々力たちを呼んで昆虫館で江藤が掘った穴の近くを調べ、伊吹の死体を発見した。金田一はオオカミ男に扮して文代の居室に現れ独白を聞き、現れた村越を隠れていた等々力たちが逮捕する。文代は10月5日に、争った勢いで伊吹を殺してしまい、尾行していた村越が目撃して伊吹を犯人に仕立てることを提案していたのである。

## 登場人物
金田一耕助（きんだいち こうすけ）
私立探偵。
等々力大志（とどろき だいし）
警視庁警部。第5調べ室担当。
浅茅文代（あさじ ふみよ）
ファッションデザイナー兼モデル。
増山半造
文代が経営する服飾店「ブーケ」支配人。
滝田加代子
虹の会リーダー格。
葛野多美子（くずの たみこ）
虹の会に属するモデル。『幽霊男』事件の関係者・三橋絹子（本作では名前のみ登場）から金田一の話を聞いていて、本件についても依頼することを虹の会のメンバーに提案した。
赤松静江
虹の会の最年少モデル。
有馬和子
虹の会に属するモデル。
杉野弓子
虹の会に属するモデル。川瀬に懸想している。
日高ユリ
虹の会に属するモデル。オオカミ歯の男が村越に箱を渡すところを見ていた。
志賀由紀子
虹の会に属するモデル。
長岡秀二
文代のパトロン。
村越徹
「ブーケ」のマヌカン。デザイナー。女性的風貌の「変性男子」。
松崎
文代のアトリエの助手。
操、節子
文代のアトリエの縫い子。
河野
文代のアトリエの裁断師。
朝子（ともこ）
文代の内弟子。
日下田鶴子（くさか たづこ）
村越が前年まで師事していたデザイナー。アザミのマダム。
田沢京子
鶴屋小劇場での日下のモデル。
川瀬三吾
新東京日報社記者。ファッションショー担当。
江藤俊作
町の昆虫学者。
伊吹徹三
文代のパリでの同棲相手。江藤の双児の弟。本名・安原敏介。
栄子
江藤の女中。
ヒロさん、まあ坊
江藤（当初は伊吹）が雇ったならずもの。
坂崎
双葉薬局とアパートを経営する薬剤師。
松田喜作
M・C人形工房支配人。
片山淑子
M・C人形工房支配人秘書。
内海
M・C人形工房発送主任。
鵜殿史郎
オオカミ男がM・C人形工房に対して名乗った名前。
杉山昌一（すぎやま しょういち）
等々力たちがアパートへ来たときに伊吹が名乗った偽名。
三竹亭小楽
切断された脚をそうと知らず「東亜劇場」で躍らせていた盲目の芸人。
篠崎（しのざき）
鶴屋小劇場でセリを操作する予定だった技術者。
樋口
四谷署警部補。
山口達雄
四谷署刑事。
海野
武蔵野署捜査主任。
池田、山崎、佐藤、村上
刑事。

## 収録書籍
- 東京文芸社『金田一耕助探偵小説選2 吸血蛾』（1975年）
- 春陽文庫『吸血蛾』（ISBN 4-394-39524-0）
- 角川文庫 緑304-22『吸血蛾』（ISBN 4-04-130422-9）

## 映画

### 1956年版
『吸血蛾』は1956年4月11日に公開された。東宝、監督は中川信夫。主演は池部良。

## テレビドラマ

### 1977年版
『横溝正史の吸血蛾 美しき愛のバラード』は、テレビ朝日系「土曜ワイド劇場」で1977年10月15日に放送された。主演は愛川欽也。